# Ampithoe hirsutimanus
Ampithoe hirsutimanus is een vlokreeftensoort uit de familie van de Ampithoidae. De wetenschappelijke naam van de soort is voor het eerst geldig gepubliceerd in 1997 door Ortiz & Lemaitre.